# Wasserkrise
Eine Wasserkrise ist ein Zustand der Wasserknappheit. Es ist eine besorgniserregende Situation, die sich insbesondere in ariden und semiariden Gebieten der Welt abzeichnet, weil sich dort Menschen angesiedelt haben und durch natürliche Zyklen, ungeschickte Landnutzung, die Bevölkerungsentwicklung oder problematische politische und technische Maßnahmen einen Wassermangel erfahren.
Wenn Wasser fehlt, kann sich dies auch auf ungenügende Wasserqualität beziehen. Zwar besitzt die Erde große Mengen von Meerwasser, dies ist jedoch ohne Entsalzungstechnik nicht als Trink- oder Betriebswasser einsetzbar.
Die Verschmutzung von Grund- oder Oberflächenwasser kann dazu führen, dass dieses nicht mehr als Trinkwasser oder zur Bewässerung von Feldfrüchten verwendet werden kann und sich so die Wassermangelsituation vergrößert.

## Anerkennung der Weltwasserkrise
Der Nahe Osten und Nordafrika sind heute die Regionen mit dem am stärksten ausgeprägten Wassermangel. Auch in Europa (z. B. Spanien und Italien) zeigen sich erste Anzeichen von Mangel an Trinkwasser. In den nächsten 25 Jahren wird erwartet, dass sich dieser Mangelzustand auf Pakistan, das südliche Afrika (siehe auch: Wasserkrise von Kapstadt) sowie auf große Teile Indiens und Chinas ausweitet. Damit werden auch die Konflikte um Wasser zwischen und innerhalb von Staaten zunehmen und eventuell zu Kriegen führen. Weiterhin stellen Nutzungskonflikte zwischen Landwirtschaft, Industrie und Privathaushalten sowie ein verschwenderischer Umgang mit Wasser Herausforderungen für die zukünftige Wasserwirtschaft dar, insbesondere auch in Schwellen- und Entwicklungsländern. 2002 hat der UN- bzw. Weltgipfel in Johannesburg die herausragende Wichtigkeit dieses Themas betont. Dort wurden für den Zugang zu Wasser und sichere Sanitärtechnologien sehr anspruchsvolle Ziele (als sog. Millenniumsziele) festgeschrieben: Die Zahl der Menschen, die keinen Zugang zu sauberem Trinkwasser und zu sanitären Anlagen haben, sollte bis 2015 halbiert werden. Die UN-Generalversammlung hat die Jahre von 2005 bis 2014 zur Internationalen Aktionsdekade „Wasser – Quelle des Lebens“ erklärt.

## Lösungsansätze
Das Wasserproblem geht meist mit ökonomischer Schwäche einher. Dadurch ist die Fähigkeit eingeschränkt, Infrastruktur, Investitionen und Energiekosten aufzubringen. Deshalb ist es sinnlos, nach zentraleuropäischem Vorbild teure und energieaufwändige Systeme der zentralen Versorgung mit Einheitswasser in bester Trinkwasserqualität für alle Nutzungszwecke und der zentralen Abwasserbeseitigung und -reinigung aufzubauen. Vielmehr muss sich entsprechende Entwicklungshilfe speziell auf Technik beziehen, die mit erneuerbarer Energie und soweit möglich leicht verfügbaren und reparierbaren Mitteln arbeiten. Als Beispiel könnte man hier die solare Wasserdestillation nennen, im Abwasserbereich angepasste und ökologisch orientierte Sanitärtechnologien (Ecosan) oder Open-Source-Hardware im Allgemeinen. Für die Megastädte wird es darauf ankommen, intelligente Kombinationen alternativer Ver- und Entsorgungstechnologien zu finden und aufzubauen. Ein weiterer Ansatz ist das Schwammstadt-Prinzip.
Johannes Euler schlägt die Selbstorganisation vor, um Wasser als Gemeingut (Commons) schützen, verwalten und so lokale Gemeinschaften resilienter gegenüber Konflikten zu machen.